# Telice
Telice (německy Döllitschen) jsou malá vesnice, část obce Prostiboř v okrese Tachov v Plzeňském kraji. Nachází se asi 2,5 kilometru jihovýchodně od Prostiboře. Je zde evidováno 30 adres. V roce 2011 zde trvale žilo 31 obyvatel.
800 metrů severně od obce se nachází židovský hřbitov.
Telice jsou také název katastrálního území o rozloze 3,11 km².

## Historie
První písemná zmínka o vesnici pochází z roku 1346.

## Obyvatelstvo
| Rok            | 1869 | 1880 | 1890 | 1900 | 1910 | 1921 | 1930 | 1950 | 1961 | 1970 | 1980 | 1991 | 2001 | 2011 | 2021 |
| -------------- | ---- | ---- | ---- | ---- | ---- | ---- | ---- | ---- | ---- | ---- | ---- | ---- | ---- | ---- | ---- |
| Počet obyvatel | 346  | 310  | 302  | 271  | 300  | 300  | 270  | 87   | 139  | 103  | 53   | 48   | 32   | 31   | 45   |
| Počet domů     | 62   | 60   | 60   | 62   | 63   | 62   | 60   | 33   | 28   | 24   | 16   | 18   | 18   | 21   | 22   |

## Obecní správa
Při sčítání lidu v letech 1850–1959 Telice byly samostatnou obcí v okrese Stříbro. V letech 1960–1979 byly částí obce Zhoř v okrese Tachov. Od 1. ledna 1980 do 23. listopadu 1990 byly částí města Kladruby v okrese Tachov. Od 24. listopadu 1990 jsou částí obce Prostiboř v okrese Tachov.

## Pamětihodnosti
- Židovský hřbitov v Telicích
- Kaple Panny Marie Pomocné
- Boží muka
- Zemědělský dvůr čp. 1

## Galerie

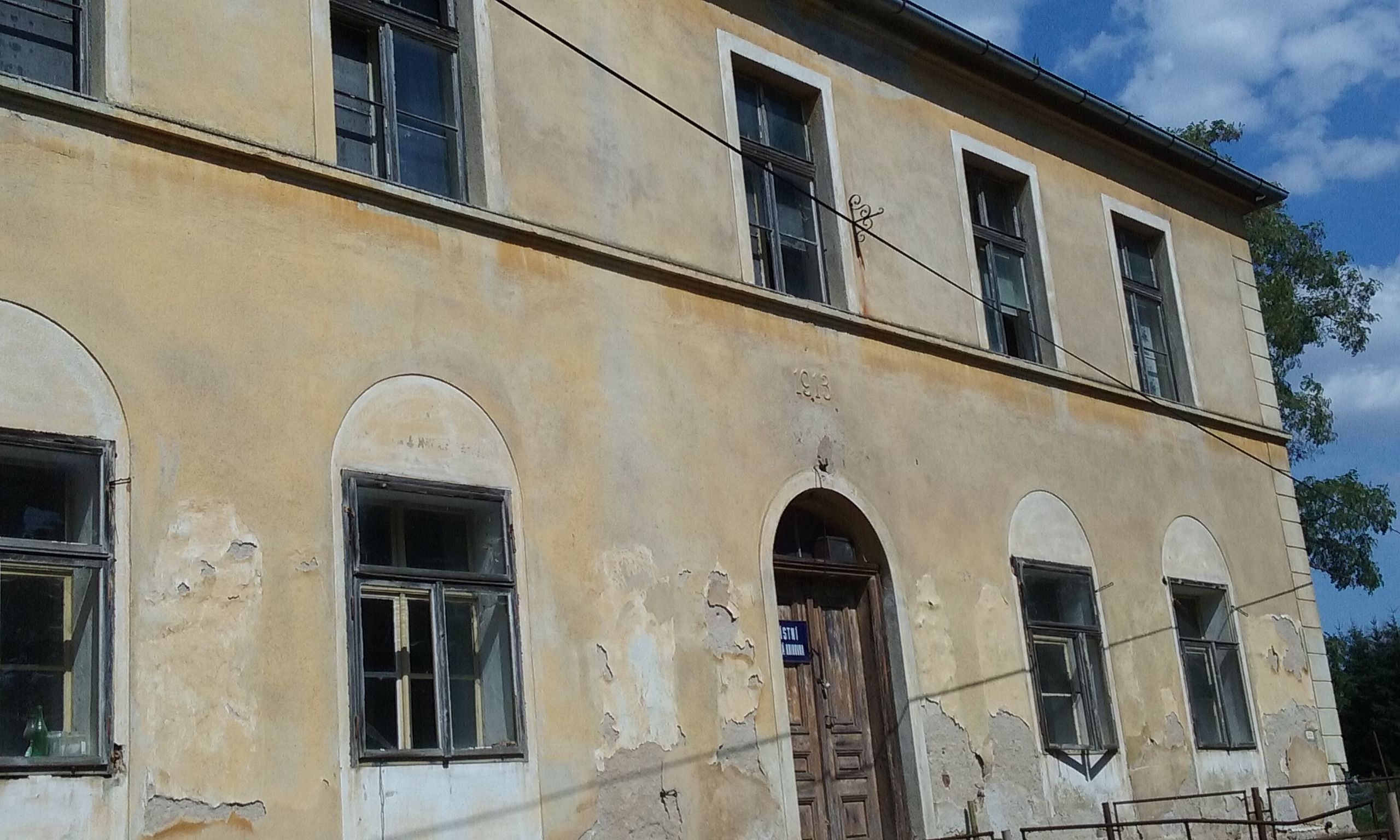
Bývalá škola
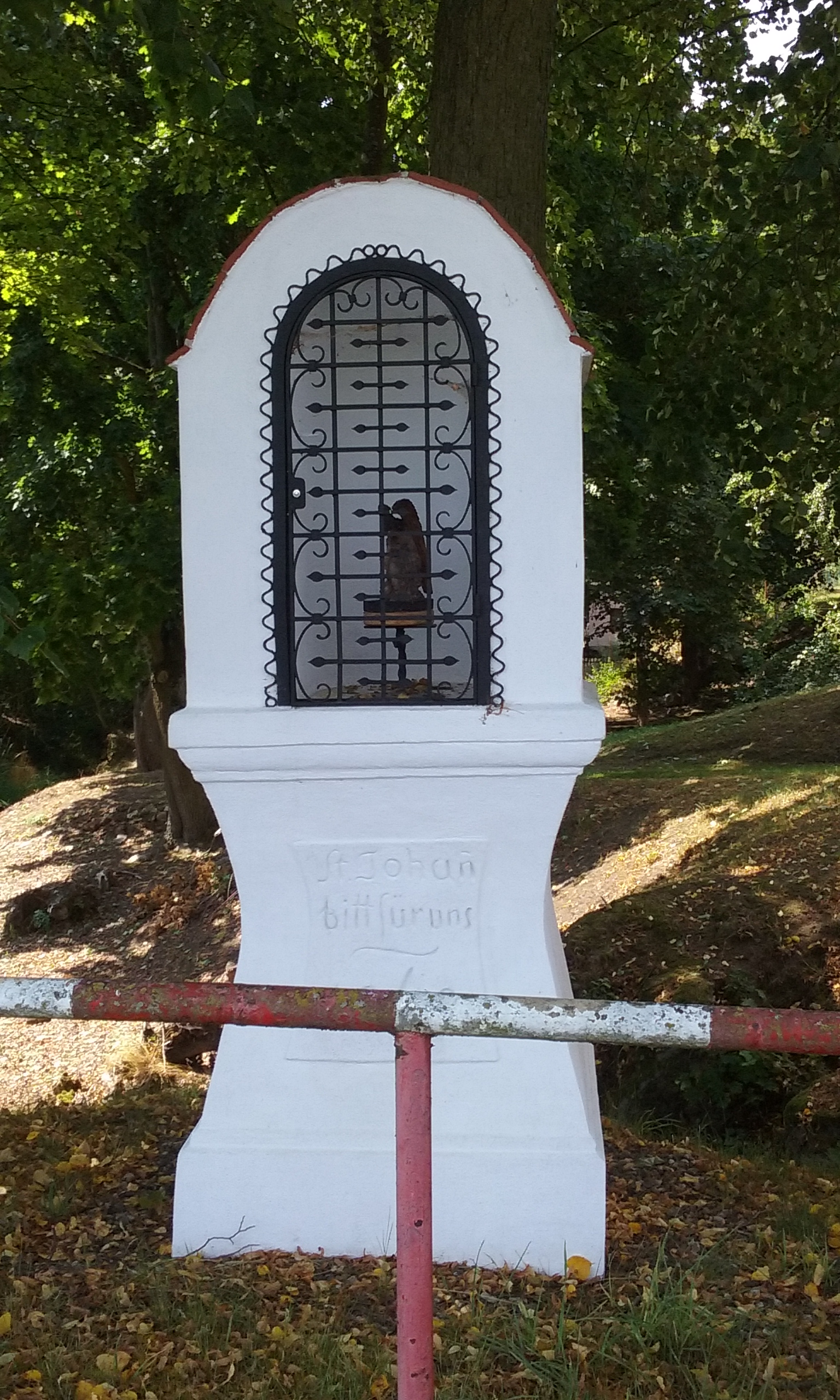
Pomník
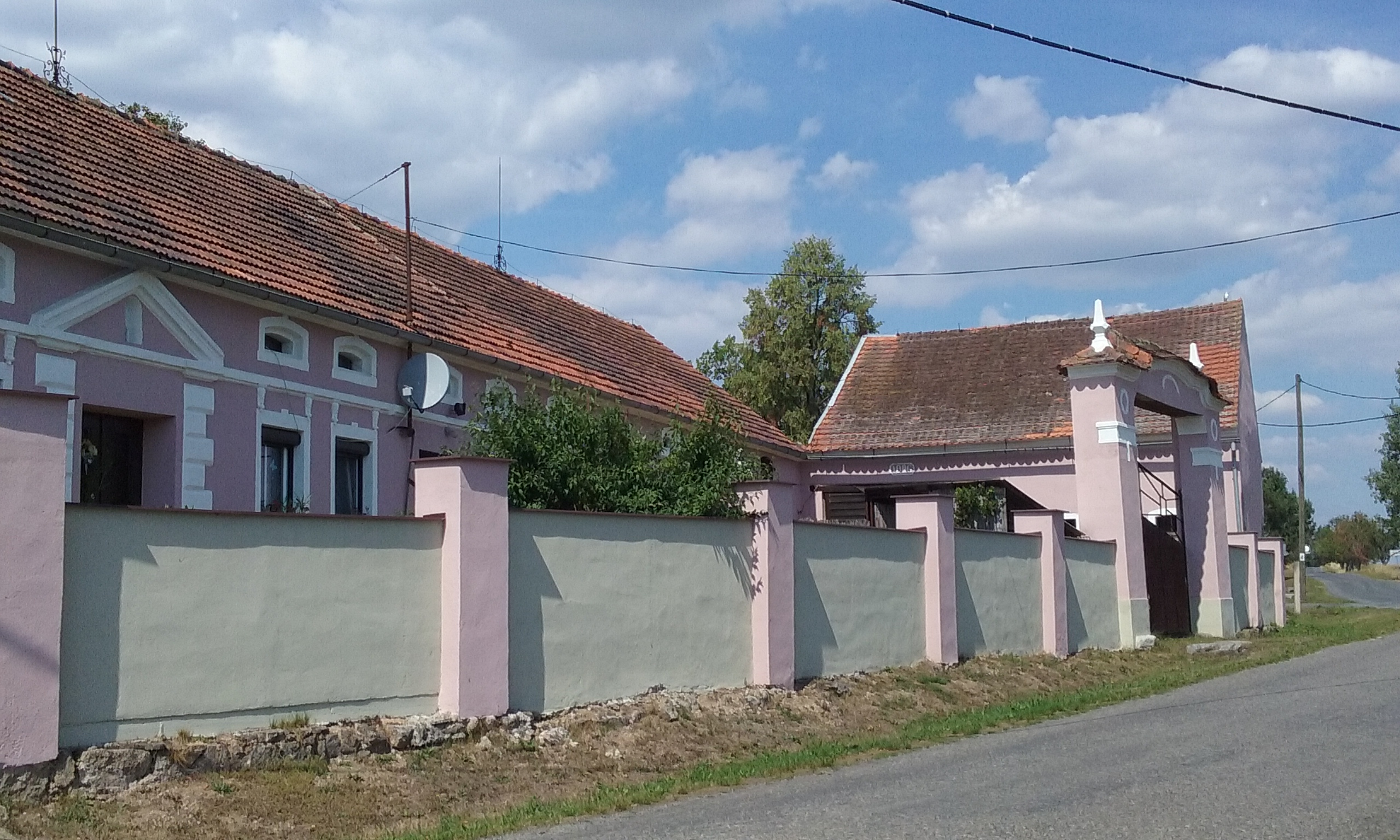
Zídka
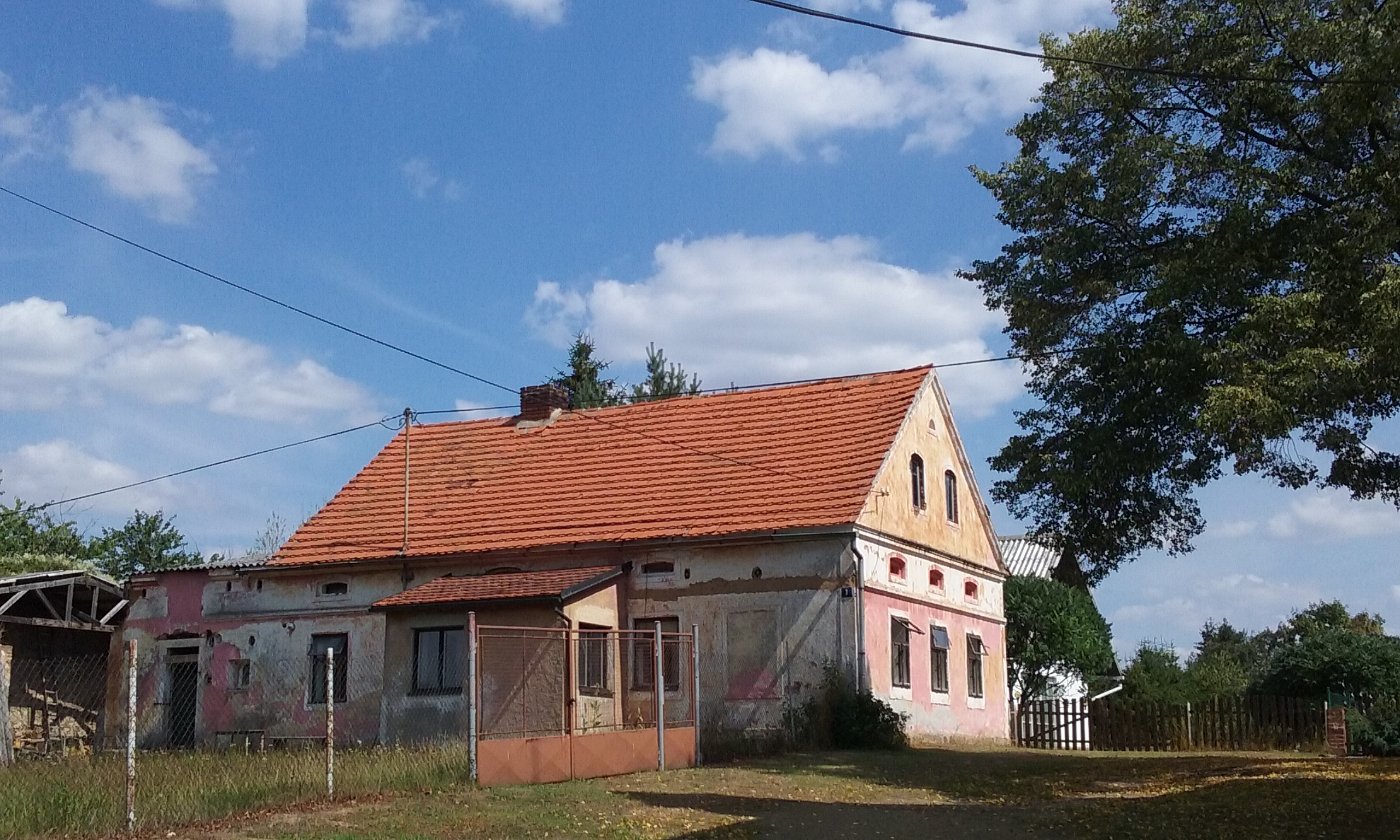
Statek